# Črtasti tun
Črtasti tun (znanstveno ime Katsuwonus pelamis) je morska riba iz družine Scombridae.

## Opis
Črtasti tun je hitra in izjemno hidrodinamično oblikovana pelaška riba, ki poseljuje tropske vode svetovnih oceanov in doseže do 100 cm v dolžino in težko čez 20kg. Združuje se v velike jate, v katere je lahko zbranih tudi do 50.000 rib. Prehranjuje se z drugimi ribjimi vrstami, pa tudi z glavonožci, rakiin školjkami. Sam črtasti tun je hrana različnim večjim vrstam rib plenilcev in morskih psov. 
Jate črtastih tunov so tarča velikih komercialnih trgovskih mornaric, ki jih lovijo z velikimi plavajočimi mrežami, v katere se pogosto kot stranske žrtve ujamejo tudi razne morske želve in druge vrste morskih rib, med katerimi so pogosto tudi ogroženi morski psi. Črtasti tun je izjemno pomembna riba v japonski kulinariki, večino ulovljenih rib pa konzervirajo.